# Bermersbach (Forbach)
Bermersbach ist ein Ortsteil der Gemeinde Forbach in Baden-Württemberg und befindet sich nordwestlich oberhalb des Kernortes auf einer Terrasse über dem Murgtal. Das Rathaus liegt auf etwa 410 m ü. NN.
Der Ortsvorsteher ist Eberhard Barth (FWG).

## Geografie
Der Ort liegt im Nordschwarzwald etwa 160 Meter über dem Talgrund auf einer schmalen Granit-Terrasse westlich der Murg. Von Forbach verläuft über Bermersbach eine Landstraße zur 690 m hohen Passhöhe Rote Lache und weiter westlich nach Baden-Baden.
Besonders bekannt in Bermersbach sind die sogenannten Giersteine, drei bis zu 7 × 4 × 4 m große Felsblöcke aus Forbachgranit am Ostrand der Terrasse mit eigentümlichen Verwitterungsrinnen. Volkskundlich wurden ihnen allerlei mystische Bedeutungen zugeschrieben. Die Giersteine sind seit 1940 ein geschütztes Naturdenkmal.

## Geschichte
Am 1. Juli 1974 wurde Bermersbach nach Forbach eingemeindet.

## Wappen
Das Wappen von Bermersbach ist seit dem 18. Jahrhundert nachweisbar. Es ist ein auf grünem Grund liegender roter Steinblock, darüber schwebt in silbernem Feld ein gleicharmiges schwarzes Tatzenkreuz.

## Kultur und Sehenswürdigkeiten
Das Wahrzeichen des Ortes ist die katholische Pfarrkirche, die dem Heiligen Antonius von Padua geweiht ist. Der auffallend spitze und grünpatinierte Turm ist weithin aus dem Murgtal sichtbar. Die Kirche wurde 1895 errichtet, 1905 und 1905 mit spätgotischen Seitenaltären (Rosenkranzgruppe und Antoniusgruppe mit Jesuskind) der Gebrüder Moroder ausgestattet (von denen nur noch die restaurierten Altarretabeln vorhanden sind) und 1969 vom Freiburger Bildhauer Bruno Knittel an die Anforderungen des Zweiten Vatikanischen Konzils angepasst.
Die Glasfenster stammen von Valentin Peter Feuerstein und zeigen die Heilsgeschichte von der Erschaffung bis zur Vision der Herrlichkeit in der Offenbarung. Der Kreuzweg aus dem Jahr 1972 stammt vom Münchner Wilhelm Müller.
In der Festhalle (ehemalige Schule) des Ortsteils befindet sich das vom Heimatverein Bermersbach geführte Murgtalmuseum, das sich mit den Lebensumständen früherer Generationen der Region beschäftigt.